# Thomas Culpeper
Thomas Culpeper (Bedgebury, 1514 circa – Tyburn, 10 dicembre 1541) è stato un cortigiano inglese della corte di Enrico VIII d'Inghilterra e amante della di lui quinta moglie Caterina Howard.
Era un lontano parente del casato Howard, molto potente alla corte inglese dopo la caduta del cardinale Wolsey e per tutto il regno di Anna Bolena e della madre di Catherine, Joyce Culpeper.

## Servizio reale
Pare che Culpeper fosse al servizio del re durante il regno di Anna Bolena, ma non sono attestati incontri con lei e la successiva regina, Jane Seymour, cosa che suggerisce che il giovane non fosse a corte perlomeno fino al 1537.
Culpeper era notoriamente attraente. Fu descritto come "un bellissimo giovane" ed era uno dei favoriti del re. Enrico lo nominò "Gentiluomo della Camera Privata", un ruolo di prestigio poiché implicava essere tanto vicino al re da vestirlo e svestirlo, e spesso dormire nella sua camera.
Fece parte della ristretta cerchia di gentiluomini che accolsero Anna di Clèves in Inghilterra.

## Relazione con Caterina Howard
Culpeper attirò l'attenzione della giovanissima quinta moglie del re, Caterina Howard. Dal 1530ca i due passarono molto tempo assieme, spesso da soli nel cuore della notte, sotto la vigilanza di Jane Rochford, damigella al servizio di Caterina e vedova di George Bolena. Questa relazione causò la caduta di tutti coloro che vi erano coinvolti.
Voci sul passato poco casto di Caterina giunsero alle orecchie di Thomas Cranmer, arcivescovo di Canterbury, che scoprì almeno due uomini nel suo passato e arrivò anche a Culpeper, che fu arrestato. Sia lui sia la regina negarono di avere una relazione, ma una lettera di lei dimostrò che, ci fosse o meno conoscenza carnale tra i due, Caterina gli aveva dichiarato piuttosto chiaramente i propri sentimenti.
Non è chiaro se il rapporto con la regina fosse dovuto ad amore per lei o ad ambizioni politiche. Il re aveva un solo erede maschio e non era più giovane né troppo in salute. Essere il favorito della regina avrebbe significato, eventualmente, avere una posizione di grande potere. Culpeper in ogni caso valutò male i rischi, contando troppo sull'affetto del re e sulla discrezione della regina.

## Caduta ed esecuzione
Nel dicembre del 1541 Culpeper fu processato assieme a Francis Dereham, che era stato con Caterina Howard prima che lei sposasse il re.
La regina non aveva nascosto la sua relazione alla sua cerchia, che quindi poteva testimoniare più incontri. Sotto tortura, Culpeper confessò di averla conosciuta carnalmente.
Sia lui sia Dereham, riconosciuti colpevoli, dovevano essere impiccati, sventrati e squartati. Per via della sua vicinanza al re, Culpeper ebbe la grazia di essere solo decapitato.
Culpeper fu giustiziato con Dereham a Tyburn il 10 dicembre 1541, e le loro teste furono esposte sul London Bridge per giorni, prima di essere appese nelle gallerie della Torre. Si dice che quando Caterina Howard fu condotta alla Torre, si trovò davanti la testa del suo amante, vicino a quella di Francis, alla quale tuttavia non prestò attenzione. Dopo aver strillato il nome di Culpeper la giovane regina accusò disturbi psicofisici che la portarono a rifiutare il cibo e a pianti isterici in cui pronunciava ancora il nome del giovane amante. Fu sepolto nella chiesa di St. Sepulchre-without-Newgate, a Londra. La regina Catherine Howard e Lady Jane Rochford furono poi giustiziate il 13 febbraio 1542. Non corrisponde invece a verità la leggenda secondo la quale davanti alla folla, raccoltasi per assistere all'esecuzione, le ultime parole di Caterina siano state: «Muoio come una regina, ma preferirei soccombere come la moglie di Culpeper».